# Miki Ishikawa
Miki Ishikawa (* 29. Juli 1991 in Denver, Colorado) ist eine US-amerikanische Schauspielerin und Sängerin.

## Leben
Im Alter von sechs Jahren begann sie mit dem Schauspielen. Sie hatte ihre erste Rolle als Vicky in der Serie Zoey 101. Im Jahr 2005 war sie im Kurzfilm 3 The Hard Way zu sehen. Weitere Film- und Fernsehauftritte folgten.
Als Teil der Rap-Gruppe T-Squad mit Booboo Stewart, Jade Gilley und Taylor McKinney nahm sie ein gleichnamiges Album auf, das 2007 von Walt Disney Records veröffentlicht wurde.

## Filmografie (Auswahl)
- 2005: Zoey 101 (Fernsehserie)
- 2013: Make Your Movie 3D
- 2020: Navy CIS: L.A. (Fernsehserie)
- 2021: The Falcon and the Winter Soldier (Fernsehserie, 2 Folgen)
- 2022: Navy CIS (Fernsehserie, Folge Ein Fressen für die Geier)